# Grazac, Haute-Loire

Grazac este o comună în departamentul Haute-Loire, Franța. În 2009 avea o populație de 987 de locuitori.